# Trójca (województwo dolnośląskie)
Trójca (niem. Troitschendorf) – wieś w Polsce położona w województwie dolnośląskim, w powiecie zgorzeleckim, w gminie Zgorzelec.

## Położenie
Trójca to duża wieś o długości około 1,8 km, leżąca na Pogórzu Izerskim, we wschodniej części Równiny Zgorzeleckiej, na wysokości około 200–225 m n.p.m.

## Podział administracyjny
W latach 1975–1998 miejscowość administracyjnie należała do województwa jeleniogórskiego.

## Nazwa
W dokumencie z 1359 r. wieś figuruje pod nazwą Troschendorf, przed II wojną światową wieś nazywała się Troitschendorf, natomiast po 1945 r. miejscowość nosiła prowizoryczne miana: Trocianów i Trojanów.

## Historia
Wieś znana w wieku XIV w. jako własność Mikołaja i Piotra Mertinów (1398 r.), następnie jej znaczna część przechodzi na własność zgorzeleckiego szpitala św. Ducha, a majątkiem tym samym kieruje zarządca szpitala. 
Po II wojnie światowej osiedlili się tu głównie ekspatrianci z Kresów Wschodnich. 1 lipca 1957 r. została erygowana parafia św. Apostołów Piotra i Pawła w Trójcy, należąca obecnie do diecezji legnickiej.
20 lipca 2014 r. z inicjatywy Stowarzyszenia „Strażnicy Pamięci Ziemi Zgorzeleckiej” odsłonięty został pomnik upamiętniający ofiary ludobójstwa dokonanego przez nacjonalistów ukraińskich w latach 1939–1947.

## Zabytki
Do wojewódzkiego rejestru zabytków wpisane są:
- kościół parafialny pw. św. Piotra i Pawła, bezwieżowy, wzniesiony około połowy XIII wieku, przebudowany w 1512 roku – XVI w., pierwotnie późnoromański, po przebudowie renesansowy[8], ozdobiony dekoracją stiukową na sklepieniach w drugiej połowie XVII wieku, restaurowany w 1809 i 1827 r. – XIX w. Wnętrze prezbiterium zachowało styl późnoromański, nakryte sklepieniem krzyżowo-żebrowym a zakończone półkolistą absydą zwieńczoną od zewnątrz głową brodatego mężczyzny. Wewnątrz na portalu zakrystii data przebudowy: Anno Dni 1512. Ołtarz pochodzi z 1599 r., a wnętrze ozdabiał olejny obraz na desce z 1608 r. przedstawiający W. Trotzendorfa.
- cmentarz przy kościele, ewangelicki, obecnie nieczynny, z przełomu XVIII/XIX w., w murze cmentarnym kamienna wieża bramna z ostrołukowym prześwitem
- Dom Ludowy, z przełomu XIX/XX w.
- zajazd, obecnie dom mieszkalny nr 18, z końca XIX w.
- dom nr 94, z 1729 r., 1789 r., XX w.

## Znane osoby
- Valentin Friedland zw. Valentinem Trozendorfem (1490–1556), urodzony w Trójcy, śląski pedagog, humanista i teolog protestantyzmu